# Kankah
Kankah was een Indiase geleerde uit Ujjain, die door de Abassijnse kalief Al-Mansoer in 770 uitgenodigd werd om naar het net gestichte Baghdad te komen. Daar moest hij het Hindoesysteem van rekenkundige astronomie uitleggen. Kankah deed dit aan de hand van de Brahmasphuta-siddhanta van Brahmagupta. Naar aanleiding van het bezoek van Kankah aan Bagdad werd dit werk van Brahmagupta's op verzoek van de kalief in het Arabisch vertaald door Mohammed al-Fazari, zijn vader Ibrahim al-Fazari en Yaqub ibn Tariq. 